# Taoufik Ziyad
Taoufik Ziyad (arabe : توفيق زيّاد, en hébreu : תאופיק זיאד), né le 7 mai 1929 à Nazareth et mort le 5 juillet 1994, est un Palestinien, poète et auteur, homme politique, maire de Nazareth et membre de la Knesset de 1973 à 1994.

## Biographie
Taoufik Ziyad est né en Galilée. Il étudie la littérature en URSS. De retour chez lui, il est élu maire de Nazareth le 9 décembre 1973, à la tête du Rakah, un parti communiste.
Élu à la Knesset en 1973 lors des élections législatives sur la liste du Rakah, le gouvernement israélien fait pression sur lui pour qu'il change sa politique envers les Arabes, à la fois ceux présents en Israël et dans les territoires occupés.
Un rapport qu'il coécrit sur les conditions dans les prisons et l'usage de la torture concernant les détenus palestiniens est réimprimé dans le journal israélien Al HaMishmar. Il est également présenté aux Nations unies par Taoufik Toubi et Taoufik Ziyad après leur visite à la prison Al-Far'ah le 29 octobre 1987. Il est ensuite longuement cité dans un rapport de l'Assemblée générale des Nations unies en date du 23 décembre 1987, où il est décrit comme « peut-être la meilleure preuve de la vérité des rapports décrivant les conditions inhumaines répugnantes endurées par les prisonniers arabes ».
Alors qu'il est toujours maire de Nazareth et membre de la Knesset, il est tué le 5 juillet 1994 dans une collision frontale dans la vallée du Jourdain, sur le chemin du retour de Jéricho où il venait d'accueillir Yasser Arafat, président de l'Organisation de libération de la Palestine, de retour d'exil.